# Arnaldo Ochoa
Arnaldo T. Ochoa Sánchez, detto El Moro (Cacocum, 1930 – L'Avana, 13 luglio 1989), è stato un rivoluzionario, generale e politico cubano.

## Biografia
Nato in una famiglia di contadini, prese parte alla fondazione del Movimento del 26 luglio e a partire dal 1957 si ritirò insieme agli altri barbudos per combattere contro il dittatore Fulgencio Batista. Durante la rivoluzione cubana si distinse nella battaglia di Santa Clara e divenne molto amico dei fratelli Fidel e Raúl Castro fino alla fuga di Batista il 31 dicembre 1958.
Nel 1959 fu l'unico sopravvissuto della brigata che, agli ordini di Camilo Cienfuegos, tentò di abbattere la tirannia di Rafael Leónidas Trujillo nella Repubblica Dominicana.
Quindi seguì un addestramento militare in Unione Sovietica. Fu in prima linea anche nel 1961 durante l'invasione della baia dei Porci, ma, secondo E. Bovo, il curatore del museo dedicato a quegli scontri, Ochoa non detenne posizioni di comando, ma al contrario si mise al servizio di José Ramón Fernández, detto El Gallego, un ex ufficiale del periodo batistiano divenuto poi comandante e generale di brigata. Nel 1965 entrò nel Partito Comunista di Cuba, di cui fu membro del comitato centrale per vent'anni. Si iscrisse all'accademia militare di Matanzas e completò la sua istruzione bellica all'accademia sovietica Frunze.
Promosso comandante, venne inviato varie volte a combattere in Africa: dal 1967 al 1969 fu in Congo, dal 1975 al 1977 in Angola e dal 1977 al 1978 partecipò alla guerra dell'Ogaden, guidando le truppe cubane insieme a Etiopia, Yemen del Sud e URSS: i successi ottenuti contro le forze armate somale gli fecero guadagnare l'ammirazione da parte dei sovietici (e del loro generale Vasilij Ivanovič Petrov). Esponente della corrente "internazionalista" del partito, nel 1984 venne nominato eroe della rivoluzione da Fidel Castro.
Cadde in disgrazia il 12 giugno 1989, quando il Consiglio dei Ministri annunciò che egli era indagato per corruzione, furto di denaro pubblico, traffico di droga e alto tradimento. Ochoa, che fin da quella data venne rinchiuso in regime di carcerazione preventiva, venne dichiarato colpevole di tutti i capi d'accusa contestatigli e venne pertanto condannato a morte mediante fucilazione, eseguita nella base militare di Tropas Especiales: chiese come ultimi desideri di non essere bendato e di comandare lui stesso il plotone d'esecuzione, ed entrambi gli furono concessi.
Vista l'importanza del personaggio, sorsero varie teorie complottiste riguardo alla sua esecuzione: secondo una di queste, egli venne ucciso perché stava cominciando ad opporsi al governo di Castro; in base a questa ricostruzione Ochoa aveva il sostegno di Michail Gorbačëv (il quale stava cercando, all'interno del mondo comunista, di sostituire i dirigenti ortodossi con quelli riformisti), dato che in passato aveva ben collaborato coi sovietici, e quindi si sostenne che la condanna fu un avvertimento dato a Mosca di non occuparsi degli affari cubani.